# Kacy Catanzaro
Kacy Catanzaro (n. 14 ianuarie 1990, Glen Ridge⁠(d), New Jersey, SUA) poreclită Puternica Kacy, este un wrestler profesionist, gimnast și atletism pe bază de personalitate de televiziune Americană. Ea este prima femeie care s-a calificat  pentru finala de la televiziunea de provocări sportive American Ninja Warrior și prima, și deocamdată și singura, femeie care a terminat cursa City Finals.

## Tinerețe și educație
Născută în Glen Ridge, New Jersey, Catanzaro a crescut și a urmat liceul în apropiere Belleville și este de origine italiană. Ea este o femeie mică, măsurând doar 5 picioare (1,5 m) înălțime și o greutate de numai 95 pounzi (43 kg). Ea a început gimnastica la vârsta de 5 ani. Ea a participat la Universitatea Towson în Towson, Maryland din 2009 până în 2012, care studiază educația copilăriei, aceasta având o bursă sportivă.

## Cariera sportivă colegială
Catanzaro a concurat la gimnastică pentru Towson în Divizia I a National Collegiate Athletic Association și a fost numită de Sud-est Regionale Gimnasta a Anului în 2012. Ea a fost, de asemenea, numită 2012 de Est Facultate Atletic Conferință Gimnasta Anului și a fost concurenta top-clasată în acea conferință pentru acel an.

## Obstacole în cariera de competitor
Ea a lucrat pentru Alfa Warrior, o cursă de obstacole de gimnastică în San Antonio, Texas, din februarie 2013.
Catanzaro a petrecut doi ani antrenându-se pentru American Ninja Warrior, alături de iubitul ei și co-concurent Brent Steffensen. Ea nu a terminat cursa de calificare în Venice, California, dar a fost invitată la finalele din 2013, unde a căzut rapid de pe Inelul Gigantic.
În 2014, Catanzaro a devenit prima femeie care a finalizat cursa de calificare pentru American Ninja Warrior (Sezonul 6), ridicându-se pe zidul deformat din a doua încercare la minutul 5:26.18 la calificările din Dallas, clasându-se pe locul 21 din 30, aceasta a fost prima femeie care a escaladat zidul deformat. Mai târziu, în 2014, Catanzaro a concurat în Dallas la finala American Ninja Warrior. Ea a fost prima femeie care a terminat cursa finală pe un oraș (și cea de-a doua femeie care a încercat, după Jessie Graff în sezonul 5), calificându-se pentru finala națională în Las Vegas, cu un timp de 8 minute, 59 de secunde. (Până în 2016, ea rămâne singura femeie care a finalizat cursa unui oraș.) Gazda comentator Akbar Gbajabiamila a remarcat: "am văzut măreția timpul carierei mele la NFL...Și am avut aprecierea oamenilor, dar eu o apreciez cu adevarat pe Kacy". Cursa a fost specială deoarece cu statura mică a acesteia unele obstacole păreau dificile. Realizarea ei a făcut-o un fenomen de social media, cursa fiind vizualizată de peste 100 de milioane de ori; de suporteri de pe Twitter cu hashtag-ul #MightyKacy.
Kacy Catanzaro nu a reușit să finalizeze prima rundă la Finala Națională din Las Vegas. Ea a trecut de primele trei obstacole, inclusiv Inelul imens și Silk Slider, înainte de a cădea a încercat Jumping Spider, unde extensia ei completă a fost prea mică pentru a-și păstra poziția.
În 2015 Houston în runda de Calificare (Sezonul 7), Catanzaro nu a reușit să finalizeze cursa după ce a căzut de pe cargo crossing. Ea a primit un wildcard în las Vegas și a eșuat din cauza unei sărituri la trambulină la Elice Bar la Etapa 1 de Finala de pe 7 septembrie. 
În 2016, Catanzaro a fost invitată să concureze în cea de-a 32 ediție a concursului original, versiunea Japoneză a ANW, Sasuke. Catanzaro s-a descurcat bine, a completat 8 stagii din etapa 1 înainte de a pierde din cauza timingului greșit la the LumberJack Climb. De când cursa a început să crească în dificultate, Catanzaro a stabilit recordul pentru cea mai apropiată concurentă feminină de a termina stagiul 1 al competiției. 
În 2016 Oklahoma City în runda de Calificare (Sezonul 8), Catanzaro nu a reușit să finalizeze cursul, după ce a căzut devreme datorită obstacolului, Log Runner, pe 20 iunie; cu toate acestea a primit din nou un Wild Card în Las Vegas. În Las Vegas Finala Națională, Etapa 1, a căzut de pe cel de-al doilea obstacol. 
În decembrie 2016, Catanzaro a fost prezentator pentru Team Ninja Warrior College Madness al seriei de spectacole.
2017 American Ninja Warrior sezonul 9 orașul San Antonio a găzduit seriile de calificare și finala în care Catanzaro a concurat. Aceasta a căzut la al 4-lea obstacol, dar s-a descurcat destul de bine pentru a se califica pentru finala orașului. Sub noul set de reguli al show-ului. În cursa care avea să urmeze aceasta s-a descurcat cel mai bine de după 2014, și a fost calificată la Finala Națională.
În 2017, Catanzaro și-a anunțat retragerea de la American Ninja Warrior, sezonul 9 (2017) fiind ultimul ei sezon.

## Cariera de wrestling profesionist

### WWE (2017–prezent)
Pe 4 ianuarie 2017, Catanzaro a primit o încercare pentru WWE la WWE Performance Center. A fost anunțat pe 27 August, că Catanzaro a semnat un contract cu WWE.